# 11515 Осідзьо
11515 Осідзьо (11515 Oshijyo) — астероїд головного поясу, відкритий 12 лютого 1991 року.
Тіссеранів параметр щодо Юпітера — 3,186.
Названо на честь замку Осідзьо (яп. おしじょう(忍城) осідзьо:) у місті Ґьода.